# Зулумайское муниципальное образование
Зулумайское муниципальное образование — сельское поселение в Зиминском районе Иркутской области Российской Федерации.
Административный центр — село Зулумай.

## История
Статус и границы сельского поселения установлены Законом Иркутской области от 16 декабря 2004 года № 102-оз «О статусе и границах муниципальных образований Зиминского района Иркутской области».

## Население
| 2010 | 2011 | 2012 | 2013 | 2014 | 2015 | 2016 |
| ---- | ---- | ---- | ---- | ---- | ---- | ---- |
| 325  | →325 | ↘319 | ↘314 | ↘310 | ↘292 | ↘280 |
| 2017 |      |      |      |      |      |      |
| ↘267 |      |      |      |      |      |      |

Гендерный состав
По результатам Всероссийской переписи населения 2010 года
численность населения муниципального образования составила 325 человек, в том числе 159 мужчин и 166 женщин.

## Состав сельского поселения
| № | Населённый пункт | Тип населённого пункта       | Население |
| - | ---------------- | ---------------------------- | --------- |
| 1 | Верхний Щельбей  | село                         | →23       |
| 2 | Зулумай          | село, административный центр | ↘296      |

### Упразднённые населённые пункты
- Участок Междугранки[11] (упразднён в 2014 году)[12]
- Голтэй 1-й
- Голтэй 2-й
- Нуртэй
- Тамаринский
- Красный Щельбей
- Нижний Щельбей
- Мума
- Толмачево
- Хотхур
- Хрантогол[13]